# Lista siturilor arheologice din județul Dâmbovița - A
Lista siturilor arheologice din județul Dâmbovița - A conține toate siturile arheologice din județul Dâmbovița înscrise în Repertoriul Arheologic Național (RAN) și aflate în localități al căror nume începe cu litera A. RAN este administrat de Ministerul Culturii și Patrimoniului Național și cuprinde date științifice, cartografice, topografice, imagini și planuri, precum și orice alte informații privitoare la zonele cu potențial arheologic, studiate sau nu, încă existente sau dispărute.
Puteți căuta un sit din localitățile care încep cu litera A folosind formularul de mai jos sau puteți naviga prin toate siturile din județ la Lista siturilor arheologice din județul Dâmbovița.
| Cod RAN                                  | Denumire | Localitate                      | Adresă        | Datare                                | Descoperit | Coordonate | Imagine           | Erori            |
| ---------------------------------------- | --- | ------------------------------- | ------------- | ------------------------------------- | ---------- | ---------- | ----------------- | ---------------- |
| 67611.01.01 (Cod LMI: DB-I-m-B-16956.02) | Situl arheologic de la Adânca - "Pod Pâscov" / ansamblu anonim (Categorie: locuire civilă) (Tip: Așezare)                                                                     | sat Adânca, comuna Gura Ocniței | Pod Pâscov    | geto-dacică sec. II a. Chr.           |            |            | Încărcați imagine | Raportați eroare |
| 67611.01.02 (Cod LMI: DB-I-m-B-16956.01) | Situl arheologic de la Adânca - "Pod Pâscov" / ansamblu anonim (Categorie: locuire civilă) (Tip: Așezare)                                                                     | sat Adânca, comuna Gura Ocniței | Pod Pâscov    |                                       |            |            | Încărcați imagine | Raportați eroare |
| 66973.01.01 (Cod LMI: DB-I-m-B-16957.02) | Situl arheologic de la Alunișu-Islaz / ansamblu anonim (Categorie: locuire civilă) (Tip: Așezare)                                                                             | sat Alunișu, comuna Cornățelu   | Islaz         |                                       |            |            | Încărcați imagine | Raportați eroare |
| 66973.01.02 (Cod LMI: DB-I-m-B-16957.01) | Situl arheologic de la Alunișu-Islaz / ansamblu anonim (Categorie: locuire civilă) (Tip: Așezare)                                                                             | sat Alunișu, comuna Cornățelu   | Islaz         |                                       |            |            | Încărcați imagine | Raportați eroare |
| 65388.01.01                              | Fortificația Latene de la Aninoasa - "Râpa Târgului" / ansamblu anonim (Categorie: fortificație) (Tip: Fortificație)                                                          | sat Aninoasa, comuna Aninoasa   | Râpa Târgului | geto-dacică sec. I a.Chr. - I p. Chr. |            |            | Încărcați imagine | Raportați eroare |
| 67611.02.01                              | Ruinele Bisericii "Adormirea Maicii Domnului" de la Adânca / ansamblu Ruinele Bisericii "Adormirea Maicii Domnului" (Categorie: structură de cult/religioasă) (Tip: Biserică) | sat Adânca, comuna Gura Ocniței |               | sec. XVII - XVIII                     |            |            | Încărcați imagine | Raportați eroare |